# Sterrewacht Leiden
De Sterrewacht Leiden is opgericht in 1633 als observatorium bij de Leidse universiteit in de Nederlandse stad Leiden. De Sterrewacht is het op één na oudste nog bestaande universiteitsobservatorium ter wereld (na de Vaticaanse Sterrenwacht (1578)). Op het dak van het Academiegebouw aan het Rapenburg in Leiden werd het kwadrant van Snellius geplaatst. De eerste twee eeuwen werd de Sterrewacht vooral gebruikt voor onderwijs. In 1861 werd een nieuw en groter observatorium gebouwd onder de leiding van Frederik Kaiser op een terrein dat gedwongen werd afgestaan door de Hortus Botanicus. Dit gebouw heet nu de Oude Sterrewacht. In 1974 verhuisde de Sterrewacht naar het Huygens Laboratorium, en sinds 1997 is het gedeeltelijk gehuisvest in het J.H. Oortgebouw. In 2024 verhuisde de Sterrewacht naar het nieuwe Gorlaeus gebouw.
Sinds 2022 is Ignas Snellen directeur van de Sterrewacht.
De gebruikelijke spelling van de naam is "Sterrewacht", alhoewel in hedendaags Nederlands de correcte spelling "sterrenwacht" is.

## Geschiedenis

### 1633-1860

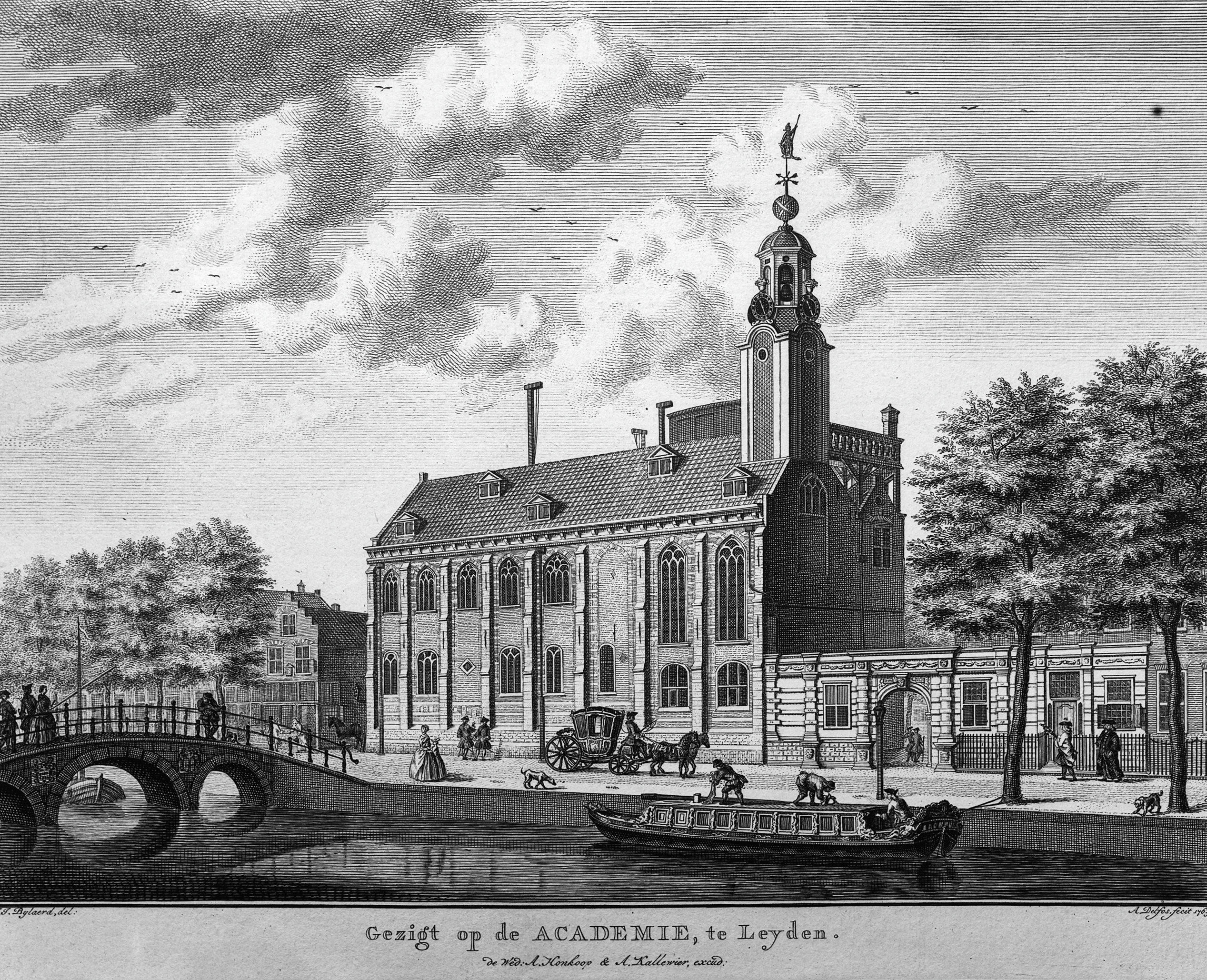
Het Academiegebouw met het observatorium op het dak in 1763

De Universiteit Leiden richtte het observatorium in 1633 op; er werd reeds lang college gegeven in de sterrenkunde en wegens het bezit van een groot quadrant dat gebouwd was door Snellius, verzocht Jacobus Golius om de bouw van een observatorium waar het kon worden gebruikt. Het observatorium was een van de eerste speciaal gebouwde sterrenwachten in Europa. Hoewel Golius het observatorium regelmatig gebruikte, heeft hij niets gepubliceerd over zijn waarnemingen. Het is niet bekend of Golius andere instrumenten bezat dan het quadrant van Snellius.
In 1682 werd Burchard de Volder professor wiskunde aan de universiteit en nam daarmee de verantwoordelijkheid voor het observatorium over. In de periode dat hij er werkzaam was werd het observatorium vergroot, waaronder de bouw van een tweede torentje waarin een sextant van messing werd geplaatst dat hij gekocht had, en de vernieuwing van het oude torentje. Beide torentjes hadden een roterend dak. Bij zijn pensionering in 1705 overhandigde de Volder een catalogus met instrumenten die liet zien dat de sterrenwacht twee andere quadranten, een 12-duims telescoop, twee objectieven en enkele kleinere telescopen bezat.
De volgende twee jaar bestuurde Lotharius Zumbach de Coesfeld het observatorium, tot zijn benoeming als wiskundeprofessor in Kassel in 1708.
Tussen 1708 en 1717 had het observatorium geen directeur, tot de benoeming van Willem Jacob 's Gravesande. Gedurende zijn tijd kocht 's Gravesande een aantal nieuwe instrumenten waaronder nieuwe telescopen en hulpmiddelen, tot zijn dood in 1742.
De opvolger van 's Gravesande was Johan Lulofs, die het observatorium gebruikte om in 1759 de Komeet Halley waar te nemen, evenals overgangen van Mercurius in 1743 en 1753 en van Venus in 1761.
Na het overlijden van Lulofs in 1768 nam Dionysius van de Wijnpersse de verantwoordelijkheid voor het observatorium over; Pieter Nieuwland werd directeur in 1793 tot hij overleed in 1794. Gedurende een aantal jaren werd gepoogd een geschikte astronoom te vinden tot de curatoren in 1799 Jan Frederik van Beeck Calkoen aanstelden. Maar deze vertrok in 1805.

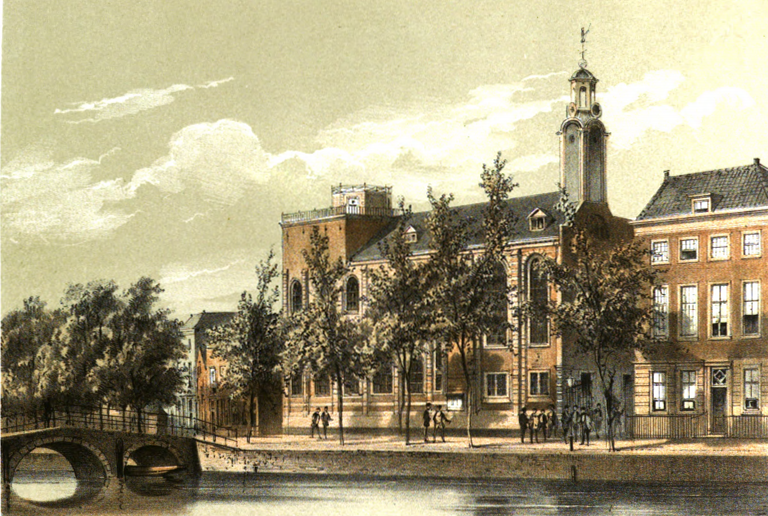
Het Academiegebouw met het observatorium op het dak in 1859

In 1817 werden de koepels van de sterrenwacht herbouwd. Onder Cornelis Ekama werd een nieuwe telescoop gekocht die gebouwd werd door Arjen Roelofs en Sieds Johannes Rienks. De telescoop bleek echter onbruikbaar te zijn. In 1837 werd Frederik Kaiser benoemd tot lector in de astronomie en directeur van het observatorium. Hij vernieuwde de sterrenwacht opnieuw. Hierbij werden de torens voorzien van een roterend dak met volledige sluiters en de noordwestelijke toren werd versterkt. Kaiser verkreeg ook een aantal nieuwe instrumenten en telescopen waarmee hij waarnemingen deed van onder andere kometen, planeten en dubbelsterren.
Als resultaat van de toenemende interesse in astronomie die een gevolg was van de populaire publicaties en lezingen van Kaiser, kwam er in 1853 een commissie
om een nieuw observatorium te financieren.
Tussen 1859 en 1909 werd de tijd in Nederland bepaald door de lokale tijd op de sterrenwacht, die telegrafisch werd gecommuniceerd met de rest van het land.

### 1860-1974

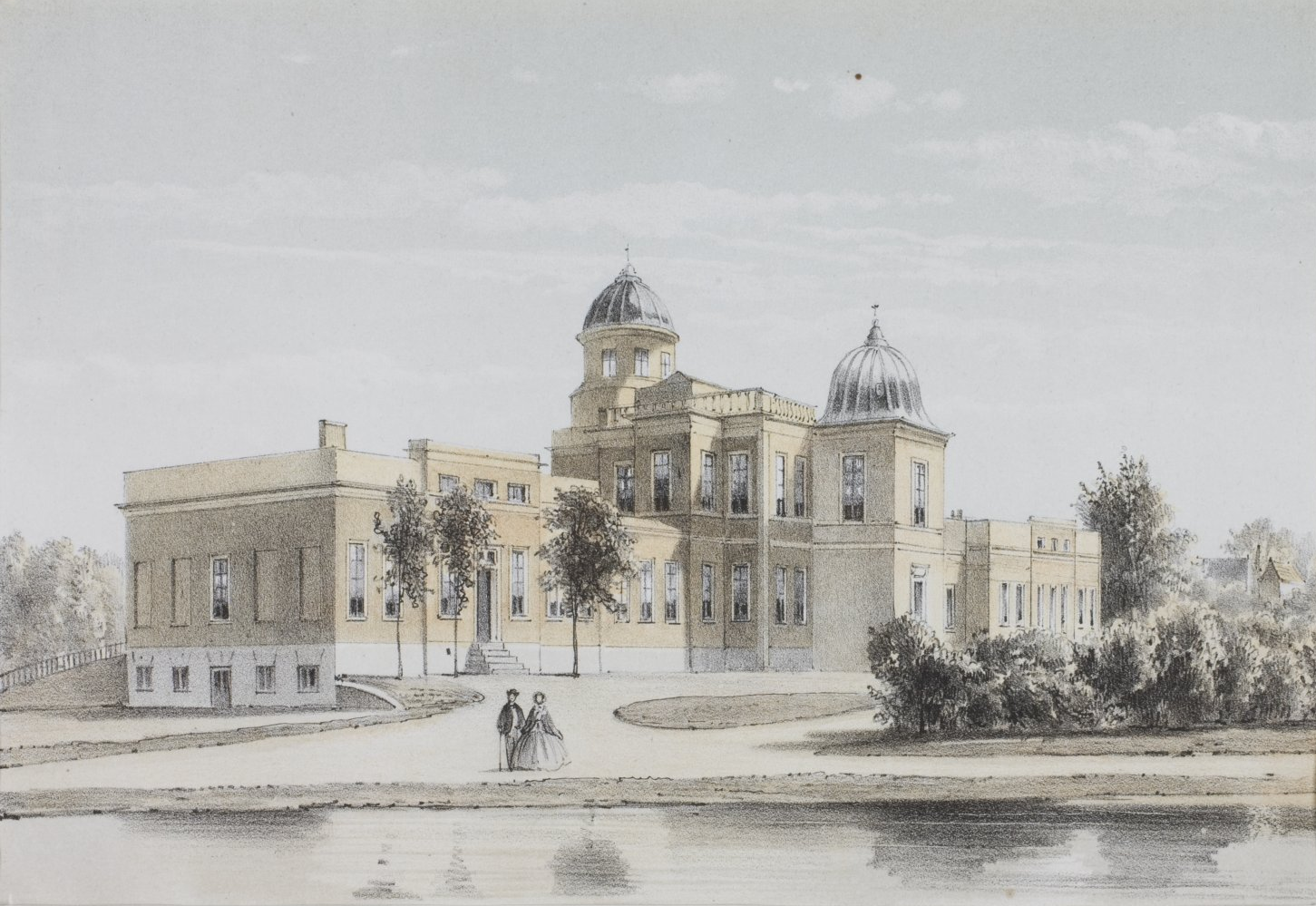
Het nieuwe observatorium in het midden van de 19e eeuw

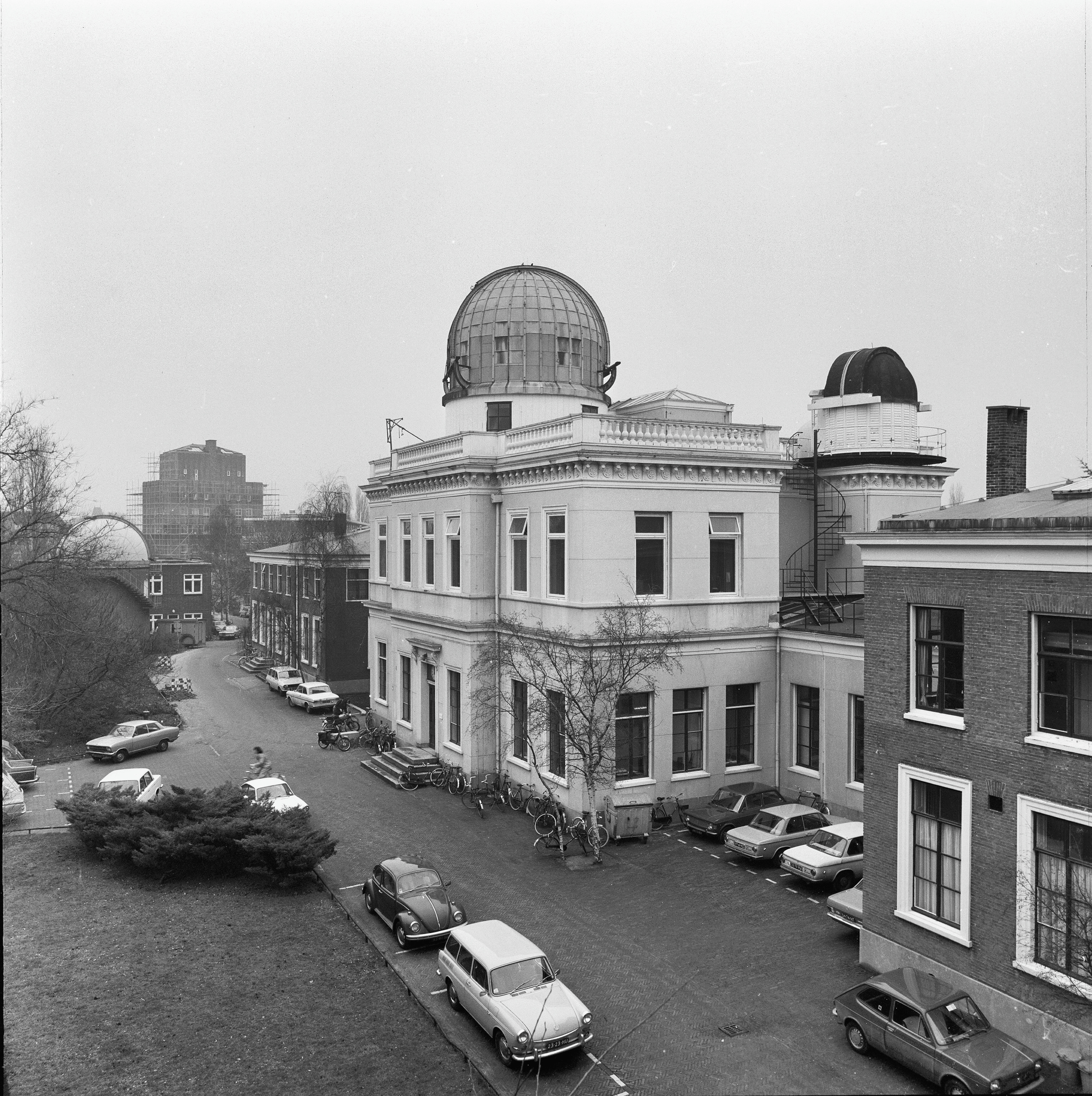
De sterrenwacht in 1973

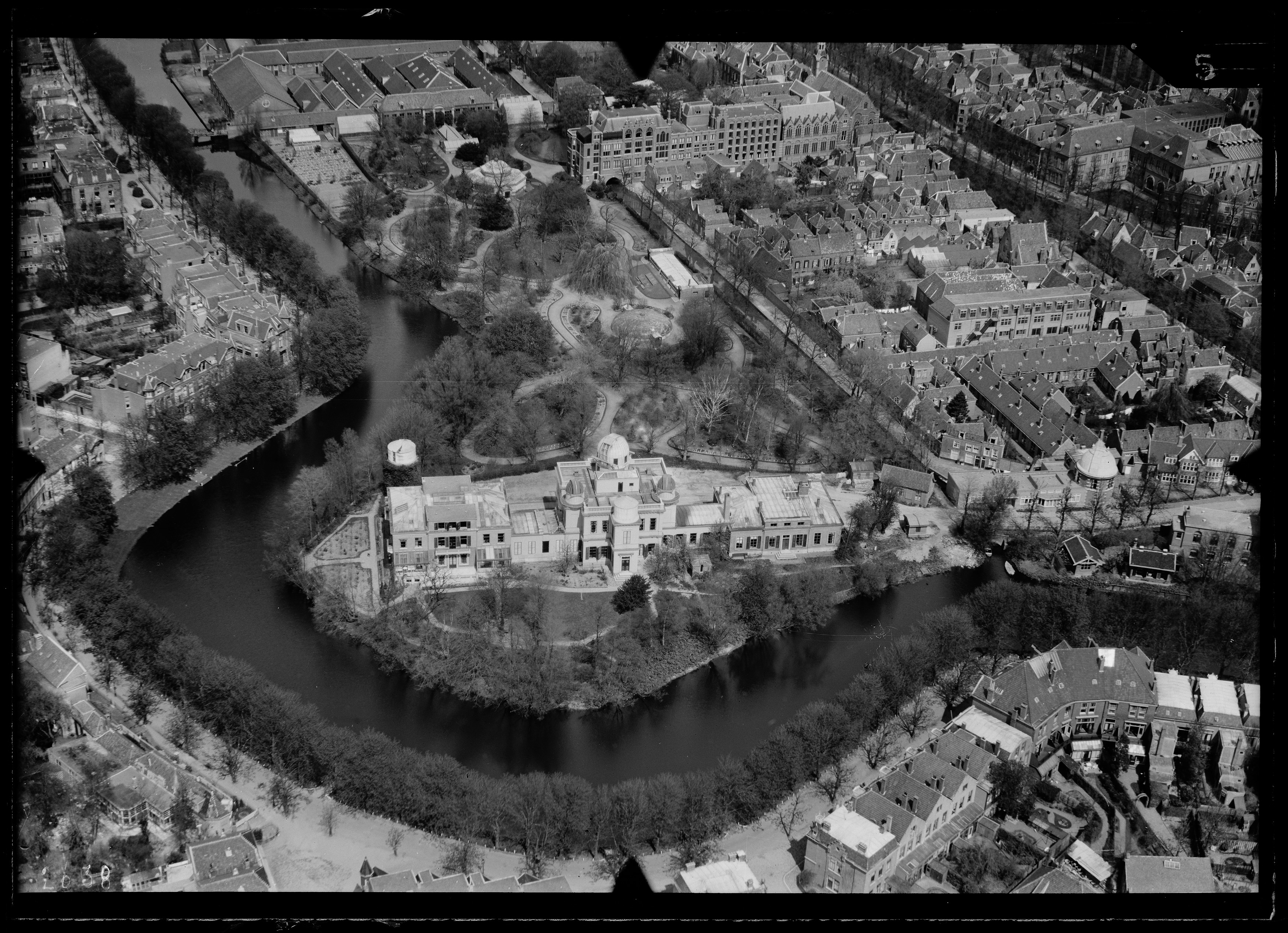
De Sterrewacht en Hortus botanicus, ca. 1920-1940

In 1860 was de bouw van het nieuwe observatorium voltooid. Het bevond zich in een rustige omgeving van de stad op het terrein van de Hortus botanicus Leiden. Het observatorium bestond uit een aantal kantoren, woonruimte voor astronomen en een aantal koepels voor telescopen. In 1873 werden twee nieuwe kamers toegevoegd aan het gebouw voor het bewaren van nautische instrumenten en hulpmiddelen om kompassen, sextanten en andere instrumenten te testen. Twee van de koepels werden herbouwd in 1875 en in 1889.
Meer nieuwe gebouwen werden geplaatst voor het eind van de 19e eeuw, waaronder de westelijke toren in 1878 en een in het oosten in 1898. Ook kwam er een klein gebouw voor een generator die gebruikt werd tot het observatorium aansluiting kreeg aan het elektrische net.

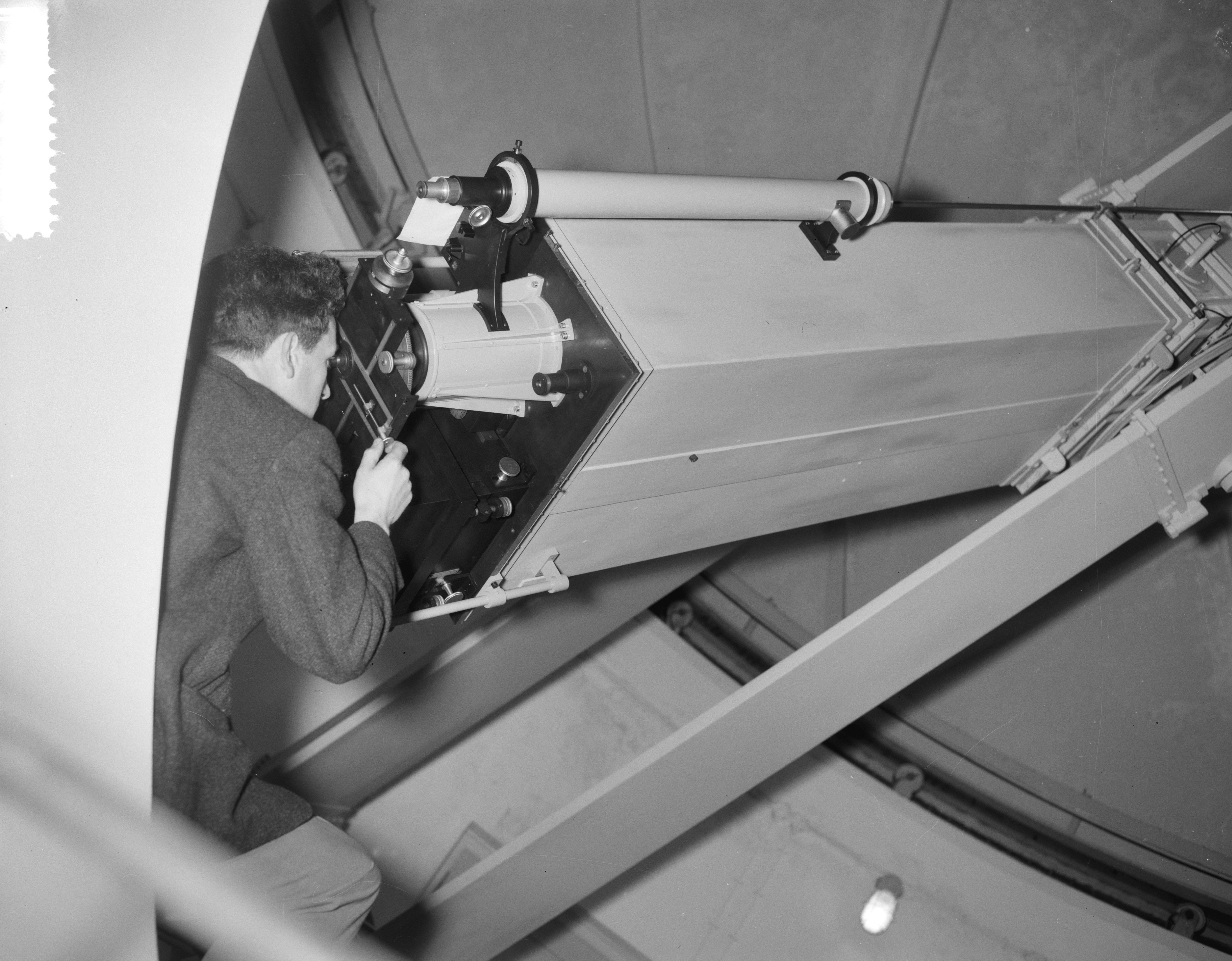
De fotografische telescoop

In 1896 kocht de sterrenwacht de eerste fotografische telescoop; de koepel voor deze telescoop kwam gereed in 1898.
Na de komst van Willem de Sitter in 1918 werd de Sterrewacht gereorganiseerd daar de atmosfeer daar als verstard werd beschouwd.
In 1923 ging de sterrewacht een overeenkomst aan met het Union Observatory in Johannesburg, Zuid-Afrika die het mogelijk maakte dat waarnemers gebruik konden maken van beide faciliteiten. De eerste bezoeker uit Leiden op het Leidse Zuidelijke Station was Ejnar Hertzsprung. In 1954 zijn de telescopen van Union Observatory verplaatst naar Hartbeespoort.
Het onderzoek op de Sterrewacht vanaf de jaren 1950 werd gekenmerkt door de opkomst van de radioastronomie. Waarnemingen werden eerst gedaan met Würzburg antennes en later met de radiotelescopen in Dwingeloo (1956) en Westerbork (1970).
In de periode vanaf 1860 had de Sterrewacht vele directeuren van wereldfaam, zoals Frederik Kaiser, H.G. van de Sande Bakhuyzen, Willem de Sitter, Ejnar Hertzsprung en Jan Hendrik Oort.

### 1974 - heden

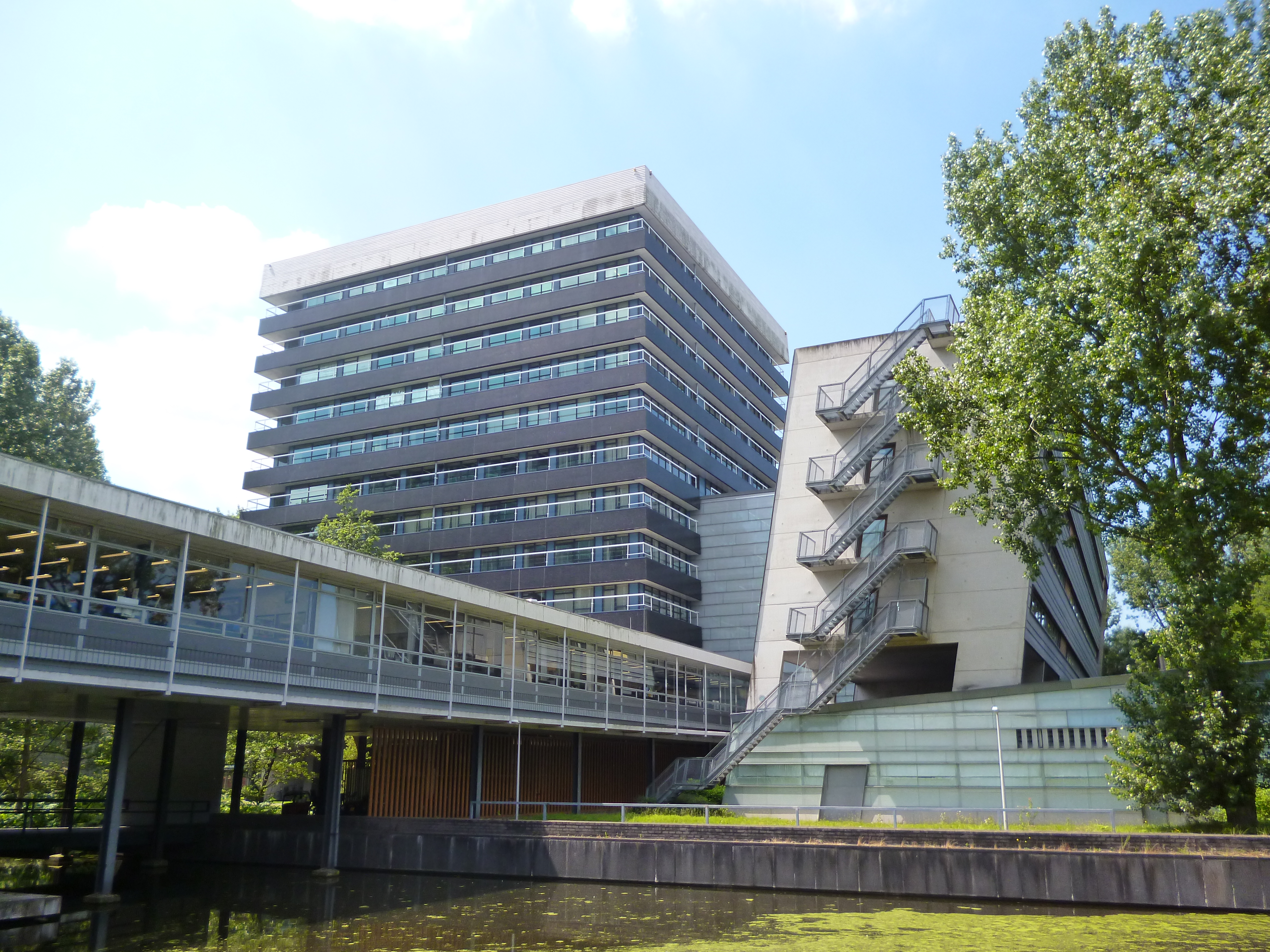
Het Huygens Laboratory en J.H. Oortgebouw, waar een deel van de Sterrewacht nu is gevestigd.

De afdeling astronomie van de universiteit verhuisde in 1974 naar de Science Campus ten noordwesten van het centrum van Leiden. Hoewel in Leiden zelf geen waarnemingen meer worden gedaan wordt de afdeling nog Sterrewacht Leiden genoemd. Het Leidse Zuidelijke Station is gesloten in 1978, waarna de grootste telescoop (de 91cm Light Collector met de Walraven fotometer) is verhuisd naar La Silla-observatorium waar deze in gebruik bleef tot 2006.
Wetenschappelijke publicaties van de Sterrewacht verschenen tot 1921 meestal in de Annalen van de Sterrewacht te Leiden. Van 1921 tot 1969 werd dit overgenomen door het Bulletin of the Astronomical Institutes of the Netherlands en daarna door Astronomy and Astrophysics.

## Archief
Het archief van de Sterrewacht Leiden is beschikbaar bij de Universitaire Bibliotheken Leiden en digitaal beschikbaar via Digital Collections.

## Directeuren
| Period      | Directeur                                              |
| ----------- | ------------------------------------------------------ |
| 1633 – 1667 | Jacobus Golius                                         |
| 1668 – 1681 | Christiaan Melder                                      |
| 1682 – 1705 | Burchard de Volder                                     |
| 1705 – 1708 | Lotharius Zumbach de Coesfeld                          |
| 1717 – 1742 | Willem Jacob 's Gravesande                             |
| 1742 – 1768 | Johan Lulofs                                           |
| 1768 – 1793 | Dionysius van de Wijnpersse                            |
| 1793 – 1794 | Pieter Nieuwland                                       |
| 1799 – 1805 | Jan Frederik van Beeck Calkoen                         |
| 1811 – 1826 | Cornelis Ekama                                         |
| 1826 – 1837 | Pieter Uijlenbroek                                     |
| 1837 – 1872 | Frederik Kaiser                                        |
| 1872 – 1908 | Hendricus Gerardus van de Sande Bakhuyzen              |
| 1908 – 1918 | Ernst F. van de Sande Bakhuyzen                        |
| 1918 – 1934 | Willem de Sitter                                       |
| 1934 – 1945 | Ejnar Hertzsprung                                      |
| 1945 – 1970 | Jan Oort/Pieter Oosterhoff                             |
| 1970 – 1996 | Hendrik C. van de Hulst/Harry van der Laan/Harm Habing |
| 1996 – 2003 | George K. Miley                                        |
| 2003 – 2007 | Pieter Timotheus de Zeeuw                              |
| 2007 – 2012 | Koen Kuijken                                           |
| 2012 – 2022 | Huub Röttgering                                        |
| 2022 -      | Ignas Snellen                                          |

## Publicaties (selectie)
- A.G.M. Pietrow. Van zolders naar koepels - vier eeuwen geschiedenis van de Leidse Sterrewacht. 2018, ISBN 978-9163976711, Digitale Versie (NL | EN)
- De Leidse Sterrewacht. Glorieus als vanouds. Universiteit Leiden, 2011. Digitale versie
- Huib Zuidervaart et al.: 'Frederik Kaiser (1808-1872). Schepper van de 'nieuwe' Leidse Sterrewacht'. Themanummer van Studium, 2011, vol. 4, nr 3. ISBN 978-90-804046-0-1
- R.H. van Gent & J.H. Leopold: De tijdmeters van de Leidse Sterrewacht. Leiden, Museum Boerhaave, 1992. ISBN 90-6292-099-3
- F. Kaiser: Geschichte und Beschreibung der Sternwarte in Leiden. Haarlem, 1868, Digitale versie
- W. de Sitter: Short history of the Observatory of the University at Leiden 1633-1933. Haarlem, Joh. Enschedé, 1933. Digitale versie